# كلية العلوم السياسية والدراسات الدولية بجامعة وارسو
كلية العلوم السياسية والدراسات الدولية بجامعة وارسو (بالإنجليزية: WNPiSM UW)‏ - كلية تابعة جامعة وارسو، تختص بالتدريس والبحوث العلمية في مجال العلوم السياسية ، السياسة الاجتماعية ، العلاقات الدولية ، الأمن الداخلي والدراسات الأوروبية. كما توفر الكلية الدراسة باللغة الإنجليزية في أقسام: العلوم السياسية والعلاقات الدولية والسياسة والاقتصاد الأوروبي
تعد كلية العلوم السياسية والدراسات الدولية واحدة من أكبر مراكز التعليم والبحث في أوروبا الوسطى. الوسط العلمي يشمل أكثر من 180 من موظفي السلك التعليمي الجامعي المشاركين في أكثر من 20 منحة بحثية. هناك 3500 طالب ونحو 100 طالب دكتوراه يتعلمون داخل أسوار الكلية. في كل عام تتزايد الإنجازات العلمية بعدة عشرات من المنشورات على شكل: مقالات و كتب دورية وكذلك أحداث علمية مثل : مؤتمرات وندوات. في اطار التعاون الدولي قامت كلية العلوم السياسية والدراسات الدولية بجامعة وارسو بالتوقيع على ما يقرب من 250 اتفاقية مع مراكز جامعية أجنبية.
بعد الحفاظ على مكانة الكلية داخل البلد كرائد في تدريس العلوم السياسية ، فإن التخصصات التي تقوم بتدريسها كلية العلوم السياسية والدراسات الدولية بجامعة وارسو تحصل على درجات أعلى وأعلى على المستوى العالمي. تحتل العلوم السياسية إلى جانب العلاقات الدولية حالياً المرتبة 300-400 في تصنيف شنغهاي 2020  ، وفي ترتيب جامعة QS العالمية لعام 2020 احتلت المركز 151-200 (الوصف)

## تاريخ الجامعة
يعود تاريخ جامعة وارسو إلى عام 1816. بعد مرور مائة عام أي في عام 1917 تم إنشاء أول مدرسة للعلوم السياسية في إطار الجامعة. بدايات الكلية الحالية يمكن أن نجدها في معهد العلوم السياسية الذي تم إنشاؤه في عام 1967 كجزء من هيكل كلية الفلسفة. في عام 1975 تم إنشاء كلية الصحافة والعلوم السياسية التي بمرور الوقت وسعت مجال التعليم فيها ليشمل العلاقات الدولية والسياسة الاجتماعية والدراسات الأوروبية والأمن الداخلي. في عام 2016 غادر الكلية هيئة التعليم بقسم الصحافة مما أدى إلى تغيير الاسم إلى الاسم الحالي. منذ عام 2019 تعمل كلية العلوم السياسية والدراسات الدولية بجامعة وارسو في هيكل جديد حيث تم بموجبه إنشاء 15 قسماً علمياً و 2 مراكز أبحاث.

## حالياً
بتاريخ 1 يوليو 2019 تم تشكيل هيكل تنظيمي جديد لأعضاء هيئة التدريس مما عزز من النشاط التعليمي وتم تقسيم الكلية إلى 15 مركز علمي قوي ومركزين للأبحاث مستقلين:
- قسم الأمن الداخلي
- قسم التاريخ السياسي
- قسم الدبلوماسية والمؤسسات الدولية
- قسم منهجيات الأبحاث في السياسة
- قسم العلوم عن الدولة والإدارة العامة
- قسم سياسات الاتحاد الأوروبي
- قسم السياسة الاجتماعية والتأمينات
- قسم القانون ومؤسسات الاتحاد الأوروبي
- قسم علم اجتماع السياسة والتسويق السياسي
- قسم الدراسات الاستراتيجية والأمن الدولي
- قسم الدراسات الإقليمية والعالمية
- قسم الدراسات الشرقية
- قسم الأنظمة السياسية
- قسم النظرية السياسية والفكر السياسي
- قسم نظام العمل وسوق العمل
- مركز البحوث حول إسرائيل المعاصرة والشتات اليهودي
- مركز أبحاث الاتجار بالبشر

### التعاون مع الكيانات المحلية
تتعاون الكلية مع جهات مختلفة من بينها:
- ديوان رئيس جمهورية بولندا
- ديوان رئيس الوزراء
- مؤسسة التأمينات الاجتماعية
- وزارة الداخلية
- وزارة الخارجية
- أكاديمية الدولة للعلوم
- المدرسة العليا لكتائب الإطفاء
- أكاديمية الشرطة
- حرس الحدود

### التعاون مع الجهات الأجنبية

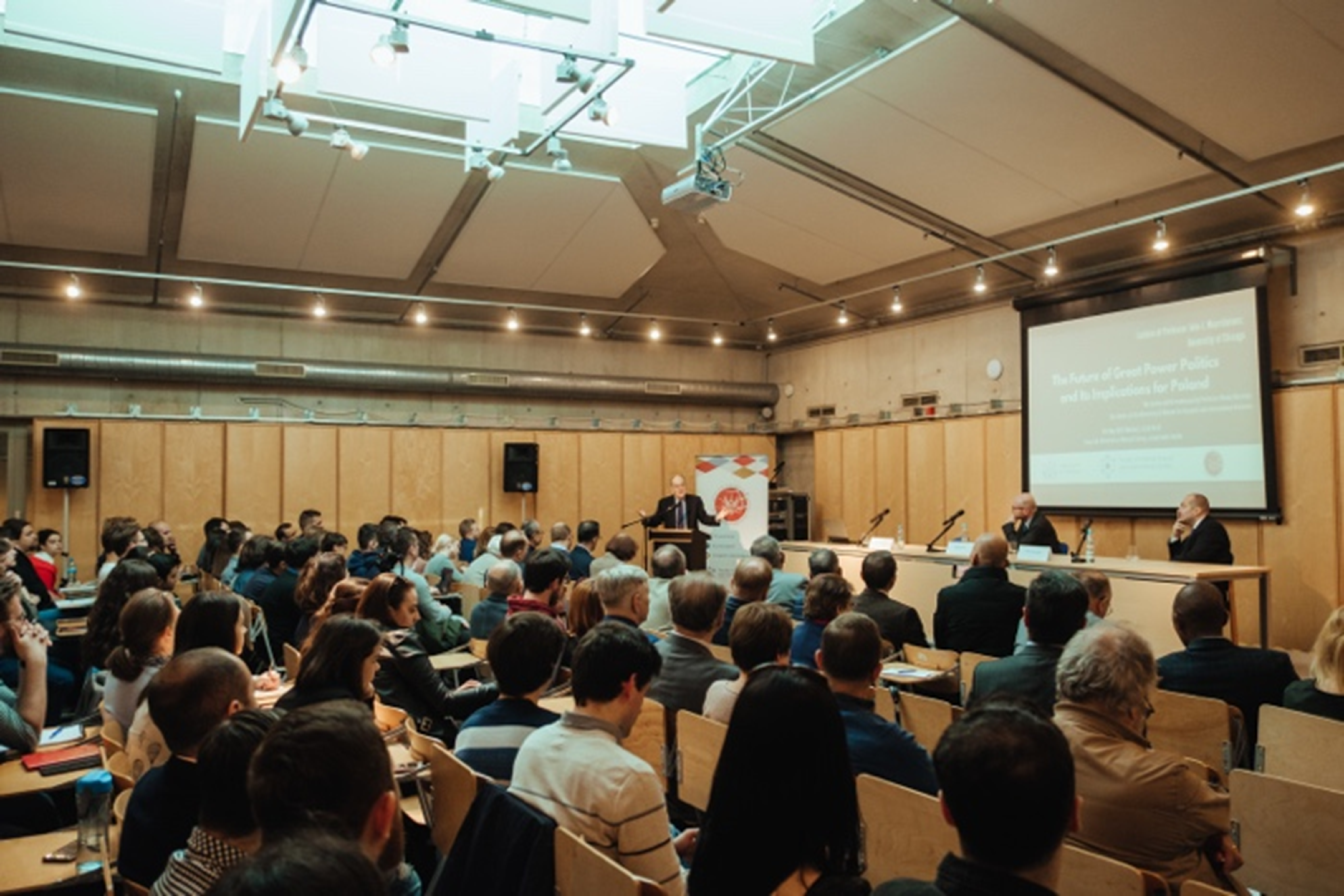
محاضرة للبروفيسور جون ميرشيمر (جامعة شيكاغو)

تتعاون الكلية مع: المفوضية الأوروبية ، البرلمان الأوروبي ، اللجنة الاقتصادية والاجتماعية الأوروبية ، ممثل المفوضية الأوروبية في بولندا ، منظمة العمل الدولية (ILO) ، ومنظمة التعاون الاقتصادي والتنمية (OECD).
تتعاون الكلية مع 212 جامعة في إطار برنامج Erasmus + الأوروبي. بالإضافة إلى ذلك ، وقعت الكلية اتفاقيات ثنائية مع العديد من الجامعات المشهورة في العالم ، بما في ذلك:
- جامعة فودان
- جامعة واسيدا
- جامعة مونتيري
- جامعة حيفا
- جامعة بكين
- مركز الأبحاث والتعليم العالي بالمكسيك
- جامعة فيكتوريا في ويلينجتون
- جامعة نورث إيسترن إلينوي (NEIU) ، شيكاغو

الكلية تشتهر بالمؤتمرات والندوات العلمية الدولية التي تعقد فيها بانتظام ، والتي تستضيف خلالها أبرز الباحثين في العالم في مجالات تخصصهم.

## مباني الكلية

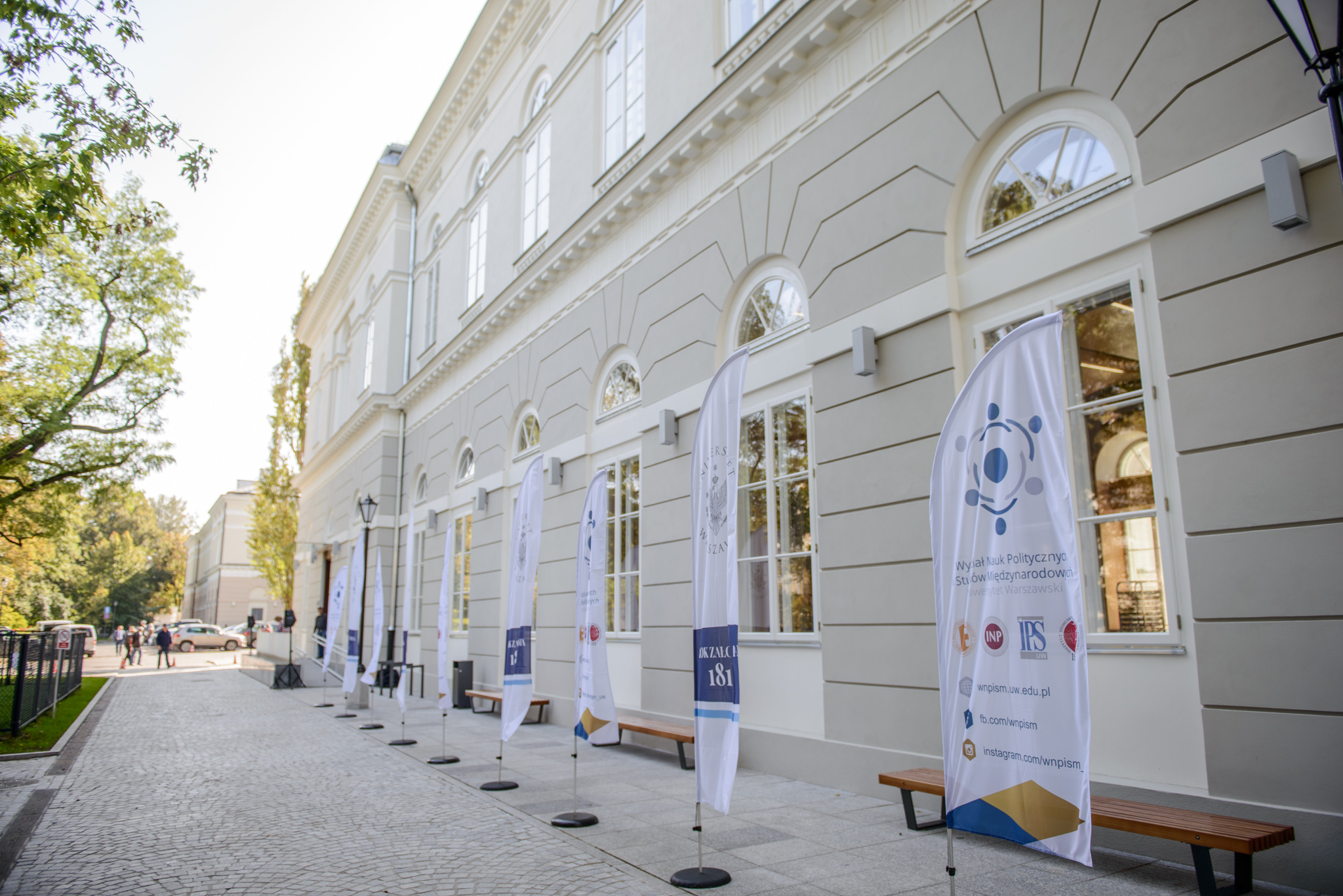
مبنى القاعة الرئيسية خلال حفل الافتتاح في سبتمبر 2017

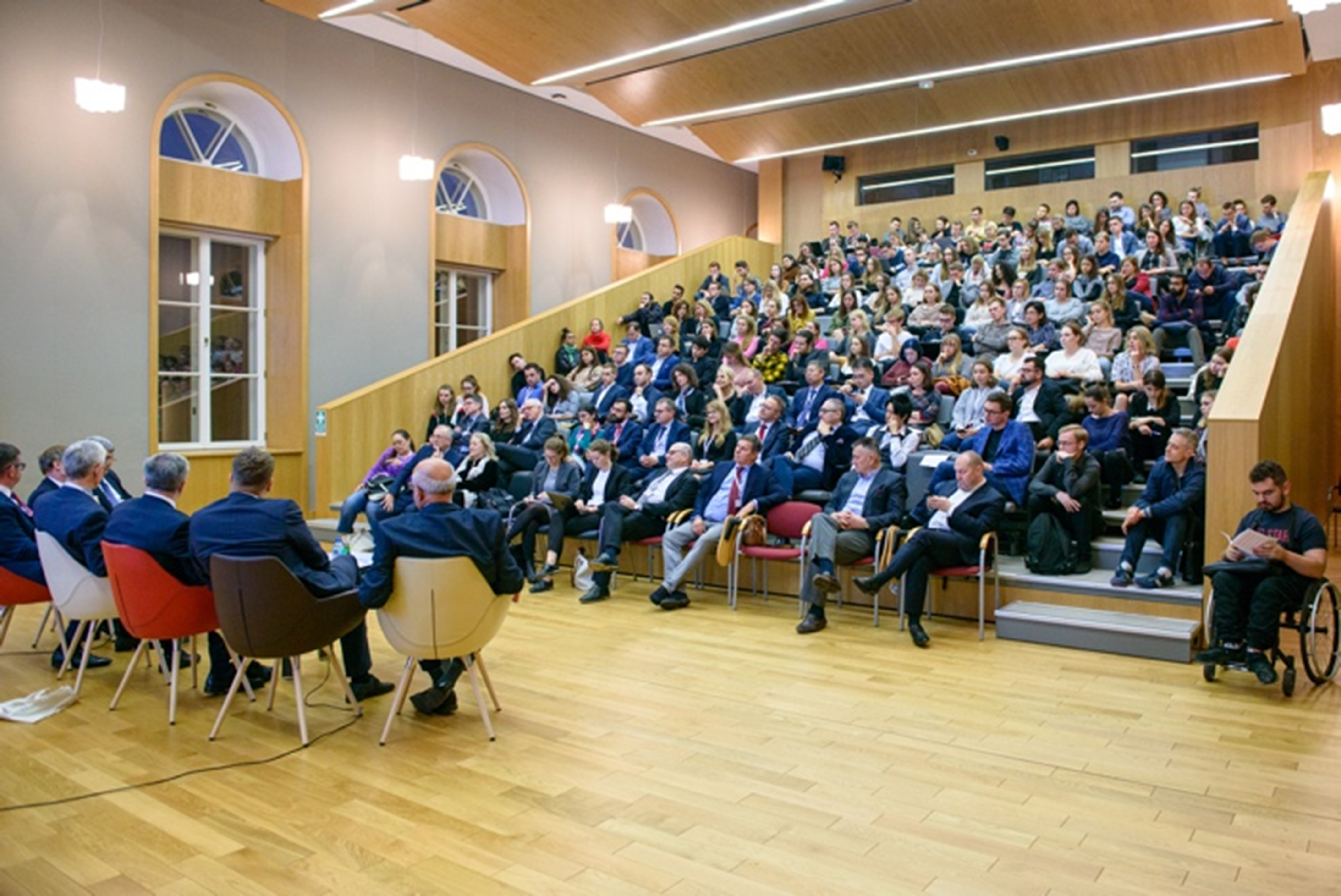
صالة البرفيسور يان باشكيفيتش

في عام 2017 ، انتقل مبنى الكلية إلى المبنى التاريخي بعد ترميمه ، الواقع في الحرم الجامعي الرئيسي لجامعة وارسو بوسط العاصمة وارسو (حلقة الوصل). في المبنى الذي تم تجديده ، توجد مكاتب إدارية لأقسام الكلية وكذلك صالات دراسية. أكبرهم هي صالة البرفيسور يان باشكيفيتش والتي تتسع 150 مشارك وهي واحدة من أحدث صالات هذا النوع في جامعة وارسو. بالإضافة إلى ذلك ، يوجد في هذا المبنى أماكن أخرى من بينها معمل أبحاث حديث مزود بمرآة اتجاه واحد.

## الإدارة

### فريق العمادة
- العميد: دكتور دانييل بشاستيك
- نائب العميد لشؤون الطلاب: دكتورة يوستينا جودليفسكا – شيركوفا
- نائب العميد لشؤون الأبحاث العلمية والتعاون الدولي: دكتور وكاش زامنتسكي

### طاقم الموظفين
- ماتشي دوشتشيك روفيسور دكتور (النائب السابق لرئيس جامعة وارسو)
- ياتسك تشابوتوفيتش (وزير الخارجية)
- ستانيسواف فيليبوفيتش (نائب رئيس الأكاديمية البولندية للعلوم)
- جزيجوش ريدليفسكي (الرئيس السابق لمكتب رئيس وزراء جمهورية بولندا)
- ستانيسواف سولوفسكي
- بوازي بوبوزي (نائب وزير الداخلية والإدارة)
- جيرترودا أوشتشينسكا (رئيسة مؤسسة التأمينات الاجتماعية)
- كونستنتي فويتاشتشيك
- ياكوب زايونتشكوفسكي
- ياتسك مينتشينا (نائب سابق لوزير الاقتصاد والعمل)
- ريشارد زيمبا (مشروع جان موني)
- توماس زوكوفسكي (المستشار السابق لرئيس جمهورية بولندا)
- بارتومي زدانيوك (السفير البولندي في مولدوفا)
- شيڤاه ويس (سفير إسرائيل السابق في بولندا ، عضو كنيست سابق)
- زبيجنيف لاسوتشيك
- رومان كوزنيار (مستشار سابق لرئيس جمهورية بولندا)

## وصلات خارجية
- الموقع الرسمي لجامعة وارسو